# صادق بتال
صادق بتال (ولد 12 مارس 1922 في مليانة، توفي 5 أكتوبر 2013 عن عمر يناهز (91 عاماً) هو أحد السياسيين الجزائريين، عضو في جبهة التحرير الوطني ووزير الشباب و الرياضة السابق .

## الوظائف التي شغلها
- 1962-1963، عضو في الجمعية التأسيسية
- 1963-1964، «وكيل وزارة الخارجية» للاتجاه الوطني، المسؤولة عن الشباب والرياضة
- 1964-1965، وزير الشباب والرياضة